# Чень Єцзє
Чень Єцзє (6 квітня 1999) — китайська плавчиня. Учасниця Чемпіонату світу з водних видів спорту 2017, де в попередніх запливах на дистанції 1500 метрів вільним стилем посіла 16-те місце і не потрапила до фіналу.